# Jayna Oso

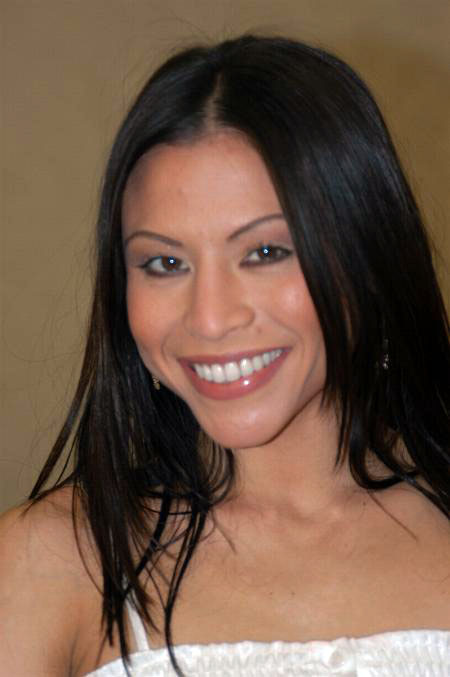
Jayna Oso, 2004

Jayna Oso (* 17. August 1981 als Shauna D. Leake in Brunei auf Borneo) ist eine US-amerikanische Pornodarstellerin und Model. Sie hat bisher in über 400 Pornofilmen mitgespielt.

## Leben
Jayna Oso begann ihre Karriere 2002 im Alter von 21 Jahren. Ihr letzter Film erschien 2010. Sie hat in zahlreichen namhaften und mehrfach ausgezeichneten Filmen und Serien mitgespielt. Bei AVN wird sie in zahlreichen Artikeln erwähnt. Sie hat bruneiische und irische Vorfahren und dadurch ein Aussehen eurasischer Herkunft. Ihre erfolgreichsten Filme sind Groupie Love, Cry Wolf und Belladonna: No Warning 2. Sie tritt unter anderem unter den Pseudonymen Jana Oso, Malaysa, Melasia, Malasia, Malaysia, Malasah und Jayna auf.
Zurzeit lebt sie auf Hawaii, wo sie auch aufgewachsen ist.
Oso war bisher fünfmal für den AVN Award (unter anderen als „Female Performer of the Year“) und einmal für den XRCO Award (Superslut) nominiert.

## Filmografie (Auswahl)
- Asian Fucking Nation 1
- Ass Worship 6
- Belladonna: No Warning 2
- Big Mouthfuls 10
- Cry Wolf
- Face Fucking Inc. 5
- Groupie Love
- Jack’s Playground 17, 26
- Neo Pornographia 2
- No Man’s Land 42 (2007)
- Penthouse Variations – Slippery When Wet
- Service Animals 17
- Suck It Dry 3

## Nominierungen für  Auszeichnungen
- 2004: XRCO-Award-Nominierung – Superslut
- 2005: AVN-Award-Nominierung – Female Performer of the Year
- 2005: AVN-Award-Nominierung – Best Anal Sex Scene
- 2005: AVN-Award-Nominierung – Best Oral Sex Scene, Video
- 2005: AVN-Award-Nominierung – Best Threeway Sex Scene, Video
- 2007: F.A.M.E.-Award-Nominierung - Favorite Ass
- 2008: AVN-Award-Nominierung –  Best Couples Sex Scene - Video